# Svjetionik Wyre
Svjetlo Wyre (engleski: Wyre Light) bio je 12 m visoki željezni svjetionik na zašarafljenim štapovima koji označava navigacijski kanal do grada Fleetwood, Lancashire, Engleska.

## Povijest
Svjetionik je dizajnirao Alexander Mitchell, irski inženjer koji je razvio koncept zašarafljenih štapova. Bio je to prvi svjetionik na zašarafljenim štapovima koji je ikad dovršen. Iako je gradnja svjetla Maplin Sands na sjevernoj obali ušća Temze započela prije svjetla Wyre, potonja je dovršena u mnogo kraćem vremenskom razdoblju. Ta su svjetla nadahnula druge slične konstrukcije poput svjetionika Thomas Point Shoal u SAD-u. Svjetlo Wyre stajalo je 3.7 km od obale na "North Wharf Bank", pješčanim obalama koje označavaju "Lune Deep" i navigacijski kanal rijeke Wyre. Svjetlo Wyre, zajedno s parom svjetionika na obali, Svjetionik na plaži i Pharos pružali su navigacijski vodič za utovar u ušće Wyrea.
Baza svjetla sastojala se od sedam gomila od kovanog željeza ugrađenih u pijesak. Svaka je imala 4.9 m dug vijak od lijevanog željeza 0,9 m u promjeru. Šest kutnih hrpa tvorilo je šesterokutnu platformu promjera 15 metara, a sedma hrpa služila je kao središnji stup. Platforma je podupirala lampion i dvokatnicu za smještaj čuvara. Izgradnja je započela 1839. godine, a lampion je upaljen 6. lipnja 1840. godine. Zgrada je uništena u požaru 1948. godine i nije zamijenjena. Nakon požara, svjetionik je automatiziran, a na kraju ga je 1979. zamijenio zapaljena plutača, a izvorna struktura je napuštena.

## Vanjske poveznice
|  | Zajednički poslužitelj ima još gradiva o temi Svjetionik Wyre |